# Aeroporto Internazionale di Petrolina
L'Aeroporto Internazionale di Petrolina–Senador Nilo Coelho è l'aeroporto che serve Petrolina e Juazeiro, Rispettivamente in Pernambuco e in Bahia, in Brasile. Dall'8 luglio 2002 ha preso il nome dal senatore Nilo de Sousa Coelho (1920-1983), nato a Petrolina.

## Storia
L'aeroporto di Petrolina gestisce l'esportazione di frutta fresca dalla valle di São Francisco verso l'Europa e gli Stati Uniti. Il terminal merci è dotato di 6 grandi celle frigorifere con una capacità di 17.000 scatole ciascuna, oltre a 2 tunnel frigoriferi. Cargolux opera sull'aeroporto con gli aeromobili Boeing 747 in configurazione cargo. 
Precedentemente dall'azienda governativa "Infraero", il 7 aprile 2021 CCR (un'azienda privata) si è aggiudicata una concessione trentennale per la gestione dell'aeroporto. Nel 2024, CCR ha ampliato e modernizzato il terminal aeroportuale.

## Compagnie e destinazioni
Al 2025, all'aeroporto di Petrolina operano 3 compagnie aeree, le quali operano a loro volta verso le seguenti destinazioni da questo aeroporto:
| Compagnia aerea       | Destinazioni      | Note                  |
| --------------------- | ----------------- | --------------------- |
| Azul Linhas Aéreas    | Campinas, Recife  |                       |
| Gol Linhas Aéreas     | Salvador da Bahia | Dal 29 settembre 2025 |
| LATAM Airlines Brasil | São Paulo         |                       |

## Localizzazione
L'aeroporto si trova a 9 km dal centro di Petrolina e a 15 km dal centro di Juazeiro. L'aeroporto è accessibile tramite la strada BR-235, a nord-ovest del centro di Petrolina.